# Мон (Эна)
Мон (фр. Monnes) — коммуна во Франции, находится в регионе О-де-Франс. Департамент коммуны — Эна. Входит в состав кантона Виллер-Котре. Округ коммуны — Суасон.
Код INSEE коммуны — 02496.

## Население
Население коммуны на 2010 год составляло 118 человек.
| 1962 | 1968 | 1975 | 1982 | 1990 | 1999 | 2010 |
| ---- | ---- | ---- | ---- | ---- | ---- | ---- |
| 127  | 126  | 108  | 93   | 84   | 70   | 118  |

## Экономика
В 2010 году среди 72 человек трудоспособного возраста (15—64 лет) 53 были экономически активными, 19 — неактивными (показатель активности — 73,6 %, в 1999 году было 70,0 %). Из 53 активных жителей работали 49 человек (26 мужчин и 23 женщины), безработных было 4 (2 мужчин и 2 женщины). Среди 19 неактивных 6 человек были учениками или студентами, 6 — пенсионерами, 7 были неактивными по другим причинам.